# Álvaro Obregón, Tila
Álvaro Obregón är en ort i Mexiko.   Den ligger i kommunen Tila och delstaten Chiapas, i den sydöstra delen av landet, 700 km öster om huvudstaden Mexico City. Álvaro Obregón ligger 385 meter över havet och antalet invånare är 983.
Terrängen runt Álvaro Obregón är bergig åt sydväst, men åt nordost är den kuperad. Runt Álvaro Obregón är det ganska tätbefolkat, med 111 invånare per kvadratkilometer. Närmaste större samhälle är El Limar, 15,7 km öster om Álvaro Obregón. I omgivningarna runt Álvaro Obregón växer i huvudsak städsegrön lövskog.